# 法伊兹·苏朱奥卢
法伊兹·苏朱奥卢（土耳其語：Faiz Sucuoğlu，1961年8月27日—），北賽普勒斯政治人物，曾任北塞浦路斯總理。